# Cultural Leonesa
Cultural y Deportiva Leonesa ist ein spanischer Fußballverein aus León. Derzeit spielt der Klub in der drittklassigen Primera Federación.

## Geschichte
Cultural Leonesa entstand am 5. August 1923 durch die Fusion der beiden Klubs La Victoria und Gimnástica. Erster Präsident war Miguel Gutiérrez Díez-Canseco. Der größte Erfolg des Vereins war die Teilnahme an der ersten spanischen Liga in der Saison 1955/56, die man als 15. beendete.

## Statistik
- Saisons in der Primera División: 1
- Saisons in der Segunda División: 15
- Saisons in der Segunda División B: 36
- Saisons in der Primera División RFEF: 1
- Saisons in der Tercera División: 28
- Beste Platzierung in der Primera División: 15. (1955/56)

Stand: inklusive Saison 2021/22